# Копальня Шотовер
Копальня Шотовер (Shotover) — колишнє гірничодобувне підприємство на Північному острові Нової Зеландії.
Вперше алювіальне золото виявили в регіоні ще в 1862-му, а в 1867-му золотошукач Вільям Хант відкрив у гирлі струмка Курануї в районі водоспаду Шотовер багату корінну кварцитову жилу. Це викликало спалах «золотої лихоманки» і протягом трьох тижнів дві третини тодішнього населення Окленду було вже в районі відкриття.
Хант та ще три старателі заснували копальню Шотовер. Первісно відбувалось лише складування видобутих кварцитів, допоки в липні 1868-го не запустили амальгамаційну фабрику, яка за перший день видала 47 кілограмів золота. По 1869 рік з копальні отримали 1,26 тонни золота, а всього за час накопичений видобуток становив 3,18 тонни золота.
У підсумку кожен з чотирьох стартелів, які заснували Шотовер, отримав не менш як 40 тисяч фунтів стерлінгів (що в сучасних умовах було б еквівалентне кільком мільйонам).